# Predrag Bošnjak
Bosnjak Predrag (szerbül: Предраг Бошњак, Predrag Bošnjak) (Szabadka, 1985. november 13. –) magyar-szerb válogatott labdarúgó.

## Pályafutása
A nagykikindai FK Kikindában kezdte pályafutását Szerbiában, majd az újvidéki FK Novi Sad játékosa lett. 2010-ben, a téli átigazolási időszakban a Nyíregyháza Spartacushoz szerződött, és a 23. fordulóban rúgott magyar tétmeccsen először gólt (az Újpestnek) Szpari-színben. 2013 nyarán megkapta a magyar állampolgárságot. 2014. januárjában a magyar válogatott új szövetségi kapitánya, Pintér Attila meghívta egy kétnapos edzőtáborra a nemzeti csapatba.

## Statisztika

### Mérkőzései a válogatottban
| Magyarország | Magyarország    | Magyarország                    | Magyarország | Magyarország | Magyarország | Magyarország | Magyarország | Magyarország |
| #            | Dátum           | Helyszín                        | Hazai        | Eredmény     | Vendég       | Kiírás       | Gólok        | Esemény      |
| ------------ | --------------- | ------------------------------- | ------------ | ------------ | ------------ | ------------ | ------------ | ------------ |
| 1.           | 2014. június 4. | Budapest, Puskás Ferenc Stadion | Magyarország | 1 – 0        | Albánia      | barátságos   | -            | 67'          |
|              | Összesen        |                                 |              | 1            | mérkőzés     |              | 0            | gól          |

### Edzői statisztika
Utolsó elszámolt mérkőzés dátuma: 2024. május 26.
| Csapat              | –tól           | –ig             | Statisztika | Statisztika | Statisztika | Statisztika | Statisztika | Statisztika | Statisztika | Statisztika |
| Csapat              | –tól           | –ig             | M           | GY          | D           | V           | RG          | KG          | GK          | GY %        |
| ------------------- | -------------- | --------------- | ----------- | ----------- | ----------- | ----------- | ----------- | ----------- | ----------- | ----------- |
| Haladás (megbízott) | 2024. május 7. | 2024. május 26. | 3           | 0           | 0           | 3           | 2           | 6           | –4          | 0%          |
| Összesítve          | Összesítve     | Összesítve      | 3           | 0           | 0           | 3           | 2           | 6           | –4          | 0%          |